# Saint-Thomas-de-Courceriers
Saint-Thomas-de-Courceriers è un comune francese di 244 abitanti situato nel dipartimento della Mayenne nella regione dei Paesi della Loira.

## Società

### Evoluzione demografica
Abitanti censiti